# 第11回JSLカップ
第11回JSLカップ（だい11かいJSLカップ）は、1986年6月28日から7月13日に行われた日本サッカーリーグ主催の大会である。大会はJSL1部、2部に所属する27チーム参加によるトーナメント方式で争われ、古河電気工業サッカー部が優勝した。

## 出場クラブ

### JSL1部
- 古河電気工業サッカー部
- 日本鋼管サッカー部
- 本田技研工業サッカー部
- フジタ工業クラブサッカー部
- 日産自動車サッカー部
- ヤマハ発動機サッカー部
- 三菱重工業サッカー部
- 日立製作所サッカー部
- 読売サッカークラブ
- ヤンマーディーゼルサッカー部
- 松下電器産業サッカー部
- マツダサッカークラブ

### JSL2部
- 住友金属工業蹴球団
- 全日空横浜サッカークラブ（出場停止）
- 東芝サッカー部
- 甲府サッカークラブ
- 田辺製薬サッカー部
- トヨタ自動車サッカー部
- 新日本製鐵サッカー部
- 富士通サッカー部
- 西濃運輸サッカー部
- 京都府警察本部サッカー部
- 大阪ガスサッカー部
- TDKサッカー部
- コスモ石油サッカー部
- 川崎製鉄水島サッカー部
- 東邦チタニウムサッカー部
- NTT関西サッカー部

## 試合

### 1回戦
- 古河電工 4-1 田辺製薬
- フジタ工業 4-0 大阪ガス
- ヤマハ発動機 3-1 西濃運輸
- 本田技研 9-0 京都府警
- 三菱重工 3-2 マツダ
- 富士通 2-2（PK4-3）東邦チタニウム
- 日本鋼管 1-1（PK3-0）松下電器
- 川崎製鉄水島 2-0 TDK
- 東芝 2-1 新日鉄
- 住友金属 3-1 トヨタ自動車
- 読売クラブ 0-2 日産自動車

### 2回戦
- NTT関西 0-10 古河電工
- フジタ工業 3-0 ヤマハ
- 本田技研 1-0 三菱重工
- 甲府クラブ 2-1 コスモ石油
- ヤンマー 3-0 富士通
- 日本鋼管 2-0 川崎製鉄水島
- 東芝 2-0 住友金属
- 日産自動車 1-0 日立製作所

### 準々決勝
- 古河電工 1-0 フジタ工業
- 本田技研 2-2（PK5-4）甲府クラブ
- ヤンマー 2-1 日本鋼管
- 東芝 0-3 日産自動車

### 準決勝
- 古河電工 0-0（PK4-3）本田技研
- ヤンマー 1-1 日産自動車（PK3-4）

### 決勝
| 1986年7月13日 15:00 |

| 古河電工                                                        | 4 - 0 | 日産自動車 |
| 宮内聡 30分 · 前田秀樹 45分 · オウンゴール 77分 · 菅野将晃 82分 |       |            |

| 名古屋市瑞穂公園陸上競技場 |